# Nacionalni park Yellowstone
Nacionalni park Yellowstone (eng.: Yellowstone National Park, arapaho: Henihco'oo' ili Héetíhco'oo) je nacionalni park Sjedinjenih Američkih Država koji se smatra za najstariji svjetski nacionalni park, utemeljen 1. ožujka 1872. godine. Rasprostire se na području od 8.987 km2, a najvećim dijelom na sjeverozapadu savezne države Wyoming, na tromeđi sa saveznim državama Montana i Idaho. Park je najpoznatiji po divljim životinjama i svojim gejzirima, termalnim izvorima, super vulkanu i ostalim geotermalnim karakteristikama. Zbog toga je Nacionalni park Yellowstone upisan na UNESCO-ov popis mjesta svjetske baštine u Sjevernoj Americi još 1978. godine.

## Naziv
Naziv parka potječe od imena rijeke Yellowstone koju su francuski traperi zbog žutih litica Yellowstonskog velikog klanca (Grand Canyon, koji nije u nikakvoj vezi s velikim i poznatijim Velikim klancom u Arizoni) prozvali Roche Jaune, da bi američki traperi poslije taj naziv preveli na engleski Yellowstone.

## Zemljopisni podaci
Oko 96% površine parka Yellowstone nalazi se u saveznoj državi Wyoming, 3% u saveznoj državi Montana, a preostalih 1% u saveznoj državi Idaho. Park je od sjevera prema jugu dugačak oko 102 km, a od zapada prema istoku oko 87 km zračne linije. Površinom od 8.987 km2 nadmašuje veličinu dviju saveznih država Rhode Island i Delaware zajedno.
Rijeke i jezera pokrivaju oko 5% površine parka, a najveća vodena površina je jezero Yellowstone. Jezero Yellowstone je duboko 122 m a njegova obala dugačka je oko 177 km.
Park Yellowstone nalazi se na visoravni prosječne nadmorske visine od 2.400 m. Najviša točka parka je Eagle Peak („Orlovski vrh”) na 3.462 m, a najniža je Reese Creek na 1.610 m iznad mora. Park okružuju brojne planine, a najistaknutiji vrh je Mount Washburn visine od 3.122 m.
Yellowstone također obiluje vodenim slapovima visokima od 4,5 do 94 m, koliko je visok najviši slap. U parku su smještena i dva klanca: Lewis Canyon kroz koji protječe rijeka Lewis i Grand Canyon kroz koji protječe rijeka Yellowstone.
Park je ipak najpoznatiji po svojih 200 do 250 aktivnih gejzira i oko 10.000 drugih geotermalnih tvorevina. Većina ih je nastala kretanjem ledenjaka u pleistocenu. Tu se nalazi i najpoznatiji svjetski gejzir, Old Faithful, koji svoje ime duguje besprijekorno redovitim erupcijama svake 91 minute.
U parku se nalazi i jedna od najvećih svjetskih okamenjenih šuma koja je sastavljena od stabala koja su se, nakon što su u davnoj prošlosti bila zatrpana pepelom i zemljom, iz drva pretvorila u mineralizirane materijale.

### Nastanak
Cijeli park Yellowstone obiluje geotermalnim pojavama. Uz gejzire tu su i bazeni vrelog mulja, mlazovi sumporne pare koja izlazi iz prirodnih dimnjaka fumarola te vruća vrela. Sva ta aktivnost potječe od goleme magmatske komore koja se polagano pomiče ispod tanke Zemljine kore i neprestano prijeti erupcijom.
Prije otprilike 600.000 godina, u eocenu niz snažnih erupcija pogodio je ovaj kraj i podigao oko 2.590 km2 gorja Stjenjak te doveo do taloženja goleme količine pepela i raspršivanja tankog sloja vulkanske prašine preko većeg dijela Sjeverne Amerike. Kora koja je izgubila potporu urušila se u prazan prostor stvorivši ogromni krater koji prekriva površinu od 3.100 km2.
Kasnije erupcije manjeg inteziteta gotovu su posve ispunile krater pepelom i lavom prekinuvši tok rijeke Yellowstone i stvorivši veliko jezero. Ipak, zahvaljujući ledenjacima nastalim tijekom tri velika ledena doba, a još više uz pomoć tople vode i pare koja je smekšala i obojila u žuto kameni rub kratera, rijeka je polako izdubla današnji Grand Canyon i spušta se od jezera niz mnoštvo veličanstvenih slapova.
Dokazi davnih erupcija super vulkana najvidljiviji su na grebenu Specimen Ridge na kojem se nalazi okamenjena šuma. I danas se mogu prepoznati stabla platana, oraha, hrasta, drijena i magnolija.

### Klima
Klima Yellowstonea ovisi o nadmorskoj visini s toplijim nižim dijelovima parka tijekom cijele godine. najveća zabilježena temperatura je 37 °C 2002. godine, dok je najniža temperatura od −54 °C zabilježena 1933. god. Padaline u parku se kreću od 380 mm godišnje kod termalnih izvora Mammoth Hot Springs, do 2000 mm u jugozapadnom dijelu parka. Snijeg je moguć u bilo kojem mjesecu s prosjekom od 3,8 m godišnje oko jezera Yellowstone, ali i do dvostruko više na višim dijelovima parka. Ljetnja popodneva su često praćena olujama s grmljavinom. Tornada su rijetka, a najjači ga je pogodio 21. srpnja 1987. godine s vjetrovima od 333 do 420 km/h.
| Klimatološki srednjaci za Nacionalni park Yellowstone      | Klimatološki srednjaci za Nacionalni park Yellowstone | Klimatološki srednjaci za Nacionalni park Yellowstone | Klimatološki srednjaci za Nacionalni park Yellowstone | Klimatološki srednjaci za Nacionalni park Yellowstone | Klimatološki srednjaci za Nacionalni park Yellowstone | Klimatološki srednjaci za Nacionalni park Yellowstone | Klimatološki srednjaci za Nacionalni park Yellowstone | Klimatološki srednjaci za Nacionalni park Yellowstone | Klimatološki srednjaci za Nacionalni park Yellowstone | Klimatološki srednjaci za Nacionalni park Yellowstone | Klimatološki srednjaci za Nacionalni park Yellowstone | Klimatološki srednjaci za Nacionalni park Yellowstone | Klimatološki srednjaci za Nacionalni park Yellowstone |
| mjesec                                                     | sij                                                   | velj                                                  | ožu                                                   | tra                                                   | svi                                                   | lip                                                   | srp                                                   | kol                                                   | ruj                                                   | lis                                                   | stu                                                   | pro                                                   | godina                                                |
| ---------------------------------------------------------- | ----------------------------------------------------- | ----------------------------------------------------- | ----------------------------------------------------- | ----------------------------------------------------- | ----------------------------------------------------- | ----------------------------------------------------- | ----------------------------------------------------- | ----------------------------------------------------- | ----------------------------------------------------- | ----------------------------------------------------- | ----------------------------------------------------- | ----------------------------------------------------- | ----------------------------------------------------- |
| srednji maksimum, °C                                       | −5,9                                                  | −2,6                                                  | 0,8                                                   | 5,2                                                   | 10,6                                                  | 16,1                                                  | 21,7                                                  | 21,1                                                  | 15,3                                                  | 9,0                                                   | 0,7                                                   | −4,5                                                  | 19,1                                                  |
| srednja dnevna temperatura, °C                             | −13,0                                                 | −10,7                                                 | −7,8                                                  | −2,3                                                  | 3,1                                                   | 8,2                                                   | 12,5                                                  | 11,8                                                  | 6,7                                                   | 1,2                                                   | −5,5                                                  | −11,0                                                 | −0,5                                                  |
| srednji minimum, °C                                        | −20,1                                                 | −18,9                                                 | −16,5                                                 | −10,0                                                 | −4,3                                                  | −0,3                                                  | 3,3                                                   | 2,5                                                   | −1,8                                                  | −6,4                                                  | −11,8                                                 | −17,5                                                 | −8,4                                                  |
| oborine, mm                                                | 45,1                                                  | 39,4                                                  | 40,4                                                  | 36,3                                                  | 45,1                                                  | 49,6                                                  | 33,4                                                  | 42,7                                                  | 38,2                                                  | 31,2                                                  | 37,7                                                  | 43,4                                                  | 483,7                                                 |
| Izvor: Worldclimate.com, podaci za razdoblje 1961. – 1990. |                                                       |                                                       |                                                       |                                                       |                                                       |                                                       |                                                       |                                                       |                                                       |                                                       |                                                       |                                                       |                                                       |

## Bioraznolikost

### Biljni svijet
Velike razlike u visinama tvore raznoliki vegetacijski pokrivač parka, od polupustinjske stepe do alpske tundre. Dominantne biljne vrste koje rastu u parku su bor, omorika i jela. U parku rastu još četiri crnogorične vrste, te 1100 drugih vrsta viših biljaka, uključujući endemsku vrstu trave. Termalna područja također sadrže jedinstvene kolonije termalnih algi i bakterija.

#### Popis vrsta
1. Balsamorhiza sagittata
2. Bromus anomalus
3. Carex praticola
4. Carex raynoldsii
5. Cirsium scariosum
6. Claytonia lanceolata
7. Deschampsia cespitosa
8. Elymus caninus
9. Elymus spicatus
10. Epilobium angustifolium
11. Festuca idahoensis
12. Koeleria macrantha
13. Lomatium macrocarpum
14. Melica spectabilis
15. Osmorhiza longistylis
16. Perideridia gairdneri
17. Phleum alpinum
18. Pinus albicaulis
19. Poa alpina
20. Poa glauca subsp. rupicola
21. Poa secunda
22. Populus angustifolia
23. Populus balsamifera subsp. trichocarpa
24. Populus tremuloides
25. Potamogeton richardsonii
26. Prunus virginiana
27. Salix bebbiana
28. Salix boothii
29. Salix exigua
30. Salix geyeriana
31. Salix lucida subsp. lasiandra
32. Sambucus racemosa
33. Shepherdia canadensis
34. Vaccinium cespitosum
35. Vaccinium membranaceum
36. Vaccinium scoparium

### Životinjski svijet
U parku obitavaju mnoge životinjske vrste, uključujući čak šest vrsta parnoprstaša kao što su: bizon, jelen, los, vitoroga antilopa, te kratkorogi i dugorogi muflon; ali i zvijeri kao što su: grizli, mrki medvjed, sivi vuk, kojot i puma. Zapravo, paleontološko istraživanje dr. Lamar Cave je dokazalo da je ova raznolikost faune nastala u prapovijesti i otprilike je zadržana do danas. Osobito su značajni sivi medvjedi koji su predmet sustavnog proučavanja i održavanja u posljednjih 30 godina. Danas u parku obitava oko 50 plodnih ženki i 150 mladunaca rođenih u posljednje tri godine.
Relativno veliki broj bizona zadaje veliku brigu rančerima koji se pribojavaju da bi bizoni mogli zaraziti domaću stoku. Oko pola bizona bilo je izloženo bakteriji bruceloze koju su sa svojom stokom donijeli Europljani. Bolest bruceloze može značajno prorijediti domaću stoku.
Osim bizona, rančeri se pribojavaju i vukova koji često napadaju domaću stoku i ovce. Do 1994. godine u parku nije bilo vukova jer su sustavno uništavani i ubijani još od 1926. Međutim, odlukom američkog ureda za ribe i divlje životinje sivi vukovi su 1995. vraćeni u Yellowstone pa sada u višim dijelovima parka obitava oko 300 jedinki. Vukovi se nakon povratka u park ne smatraju ugroženom vrstom pa je njihov odstrel dozvoljen, ali kako dolazi do miješanja sa zaštićenom vrstom vukova koji se sami premještaju i dolaze u park iz Kanade, gotovo je nemoguće razlikovati zaštićene od nezaštićenih vukova.
Nakon što je u prošlosti vuk bio istrijebljen iz parka, titulu najvećeg lovca nosio je kojot. Kako je kojot bio nesposoban za izlov većih životinja koje nisu njegov prirodni plijen, tako je među tim životinjama došlo do porasta bolesnih i hromih životinja te je na taj način poremećena prirodna ravnoteža.
Autohtone vrste riba, ali i one uvedene vrste su zaštićene i ribolov je zabranjen u cijelom parku.
Domaće vrste
Pisces
- Oncorhynchus clarkii

Aves
- Ardea herodias
- Gavia immer
- Haliaeetus leucocephalus
- Megaceryle alcyon
- Mergus merganser
- Pandion haliaetus
- Phalacrocorax auritus
- Podiceps nigricollis

Hymenoptera
- Camponotus pennsylvanicus
- Formica neorufibarbis

Mammalia
- Alces alces
- Antilocapra americana
- Bison bison
- Canis lupus
- Castor canadensis
- Cervus elaphus
- Lontra canadensis
- Odocoileus hemionus
- Tamiasciurus hudsonicus
- Thomomys talpoides
- Ursus americanus
- Ursus arctos

Crustacea
- Daphnia pulicaria
- Daphnia schoedleri

## Povijest
Povijest ljudi koji su bili povezani s parkom započinje prije oko 11.000 godina kada Indijanci na području parka započinju s lovom i ribolovom. Prvi bijelci na području parka su bili članovi ekspedicije istraživača Lewisa i Clarka a tu su stigli 1805. godine i u parku su ih dočekala indijanska plemena Nez Percé, Crow i Šošoni. Nakon toga mnoge su ekspedicije dolazile na područje parka otkrivajući sve njegove ljepote.
Cornelius Hedges, pisac i odvjetnik iz Montane, koji je bio član ekspedicije Washburn, predložio je da se ovo područje stavi pod zaštitu kao prvi nacionalni park uopće, što je i učinjeno, pa je 1872. Yellowstone proglašen nacionalnim parkom. Nakon što je 1917. godine upravljanje parkom preuzela novoosnovana Služba nacionalnih parkova, podignute su stotine objekata koji su danas zaštićeni povijesni spomenici, a u parku je također pronađeno više od 1000 arheoloških lokaliteta.
Šumski požari u parku se javljaju gotovo svake godine, a u velikom požaru 1988. godine gotovo je trećina parka opustošena. Opasnost parku za ekosustav parka predstavlja i veliki broj posjetitelja, te invazivne vrste životinja, zbog čega je park od 1995. do 2003. godine bio upisan na popis mjesta svjetske baštine u opasnosti.

## Galerija
- Gejzir Old Faithfull
- Yellowstonski veliki gejzir
- Mamutski termalni izvori (Mammoth Hot Springs)
- Izvor kipućeg blata
- Veliki prizmatični izvor (Grand Prismatic Spring)
- Žute stijene Yellowstonea
- Yellowstonski krajolik zimi
- Yellowstonski veliki kanjon